# Ghostemane
Eric Whitney (Lake Worth, Florida; 15 de abril de 1991), conocido como Ghostemane o Eric Ghoste, es un músico, rapero y cantante  estadounidense, crecido en Florida. Whitney se mudó a Los Ángeles, California en 2015, dónde comenzó con su carrera como rapero solista.  

## Primeros años
Erick Whitney nació 15 de abril de 1991 en Lake Worth, Florida, con padres de Nueva York.
En abril de 2016, Schemaposse se disolvió y Whitney no se asoció con ningún grupo. Whitney finalmente comenzó a asociarse con el popular dúo clandestino Suicideboys y el rapero de Florida Pouya. Pouya lanzó el vídeo de "1000 Rounds" con Ghostemane en abril de 2017. El vídeo rápidamente se volvió viral y, a partir de mayo de 2018, tiene casi 13 millones de visitas.
En mayo de 2018. Pouya anunció que tenía un mixtape con Ghostemane en producción.
A finales de 2018, Ghostemane sacó su álbum "N/O/I/S/E" en el cual expandió sus habilidades musicales para dar una faceta más alternativa y experimental a su música.
En 2019, Ghostemane tuvo la oportunidad de conocer al DJ, productor musical, músico y cantante estadounidense de EDM, Sonny John Moore, más conocido como Skrillex, y al productor y compositor de discos estadounidense, Kenny Beats. Además, logra aparecer en el vídeo oficial de la canción "Mumbai Power", de Skrillex y del músico "Beam".

## Arte
Whitney comenzó su carrera como músico tocando la guitarra en bandas de hardcore punk y doom metal y ha declarado que su mayor influencia son las bandas de black metal Bathory, Mayhem, Burzum y Darkthrone y pasó la mayor parte de su adolescencia escuchando bandas de metal como Deicide, Death, Carcass, y demás. En términos de música rap, Whitney está influenciado por grupos de rap como Three 6 Mafia, Outkast, Bone Thugs-n-Harmony entre otros.
Líricamente, los temas de Whitney se centran en cuestiones relacionadas con el ocultismo, los problemas personales, la depresión, muerte y el odio a sí mismo.
En sus shows muestra una apariencia ligada hacia el ocultismo, el masoquismo y una fuerte influencia a grupos relacionados con el black metal y metal industrial. Desde 2018 empezó a incorporar en sus shows músicos con guitarra, batería y bajo para la interpretación de sus temas.
A lo largo de su carrera musical se ha relacionado con muchos artistas de géneros musicales similares, uno de ellos son los Suicideboys un dúo de hip hop estadounidense creando canciones como BLOODY 98, impulsando la carrera musical de ambos grupos musicales.

## Discografía

### Álbumes de estudio
- Oogabooga (2015)
- For the Aspiring Occultist (2015)
- Rituals (2016)
- Blackmage (2016)
- Plagues (2016)
- Hexada (2017)
- N/O/I/S/E (2018)
- ANTI-ICON (2020)
- Scarlxrd x Ghostemane Dark Type Beat - HEART ATTACK by Dxrk (2020)

## Colaboraciones
- "SHAMOO" (Featuring. Lil Xan & Nick Colletti)
- "Suicidal Discisples" (Featuring. TORCHFVCE, Wxlfe & Schultz)
- "1000 Rounds" (Featuring. Pouya)
- "Niagara" (Featuring. Lil Peep)
- "Bury Me" (Featuring. Getter)
- "I duckinf hatw you" (Featuring. Parv0)
- "Blood Oceans (How Many?)" (Featuring. Pharaoh)
- "Homecoming" (Featuring. JGRXXN, Lil Peep, Brennan Savage, OmenXIII & Kold-Blooded)
- "Death by Dishonor" (Featuring. Pouya, Erick the Architect & Shakewell)
- "CHARLIE SHEEN" (Featuring. Denzel Curry)
- "Broken" (Featuring. Parv0)
- "The Pull Off" (Featuring. Lil Peep)
- "Cyanide" (Featuring. Pouya)
- "HACK/SLASH" (Featuring. Getter)
- "2000 Rounds" (Featuring. Pouya)
- "THE PIT\\ЯМА" (Featuring. IC3PEAK)
- "Cycles" (Featuring. Underoath)